# Dream High
Dream High (Koreanska: 드림하이) är en sydkoreansk tv-serie som sänds av KBS2 under 2011.
Suzy, Taecyeon, IU, Wooyoung, Ham Eun-jeong och Kim Soo-hyun spelar huvudrollerna.

## Roller
- Bae Suzy som Go Hye-mi
- Kim Soo-hyun som Song Sam-dong
- Ok Taecyeon som Jin-gook/Hyun Shi-hyuk
- Hahm Eun-jung som Yoon Baek-hee
- Jang Wooyoung som Jason
- IU som Kim Pil-sook